# Astride Palata
Pour l’article homonyme, voir Palata.
Astride Palata est une joueuse congolaise de handball. Elle joue pour le club Primeiro de Agosto et est membre de l'équipe nationale de la RD Congo. Elle a participé au Championnat du monde féminin de handball 2015 au Danemark.